# Wilhelm Paulcke
Wilhelm Paulcke né à Leipzig le 8 avril 1873 et mort à Karlsruhe le 5 octobre 1949 est un géologue et un skieur allemand.

## Biographie
Il est le fils d'un pharmacien de Leipzig décédé prématurément. 
Durant la Première guerre mondiale, il entraîne les troupes allemandes au déplacement à ski.

## Ski
En 1881, il déménage avec ses parents à Davos et découvre le ski. Il est l'un des pionniers du ski alpinisme dans les Alpes. Il réalise le premier raid à ski connu, du 19 au 23 janvier 1897, avec quatre amis et deux porteurs. Ils réalisent la traversée de l'Oberland bernois. En 1901, il publie Der Skilauf in den Alpen : eine Anregung chez Alpenverein traduit en français sous le nom de Manuel de ski. En 1904, il aide à la fondation de Swiss ski. L'année suivante, il est l'un des créateurs de la Fédération allemande de ski et de la Fédération autrichienne de ski (de).

## Géologie
En 1899, Wilhelm Paulcke obtient un doctorat à Fribourg-en-Brisgau. En 1901, il est agrégé de l'Institut de technologie de Karlsruhe et y sera professeur de géologie et de minéralogie de 1906 à 1935 ainsi que recteur de 1919 à 1920.

## Hommage
En 1993, une place dans le campus de l'université de Karlsruhe est nommé en son hommage  Paulckeplatz. Une rue de Karlsruhe porte également son nom. Enfin, le Mont Paulcke (en) en Antarctique est nommée en son hommage.